# Palitos chinos

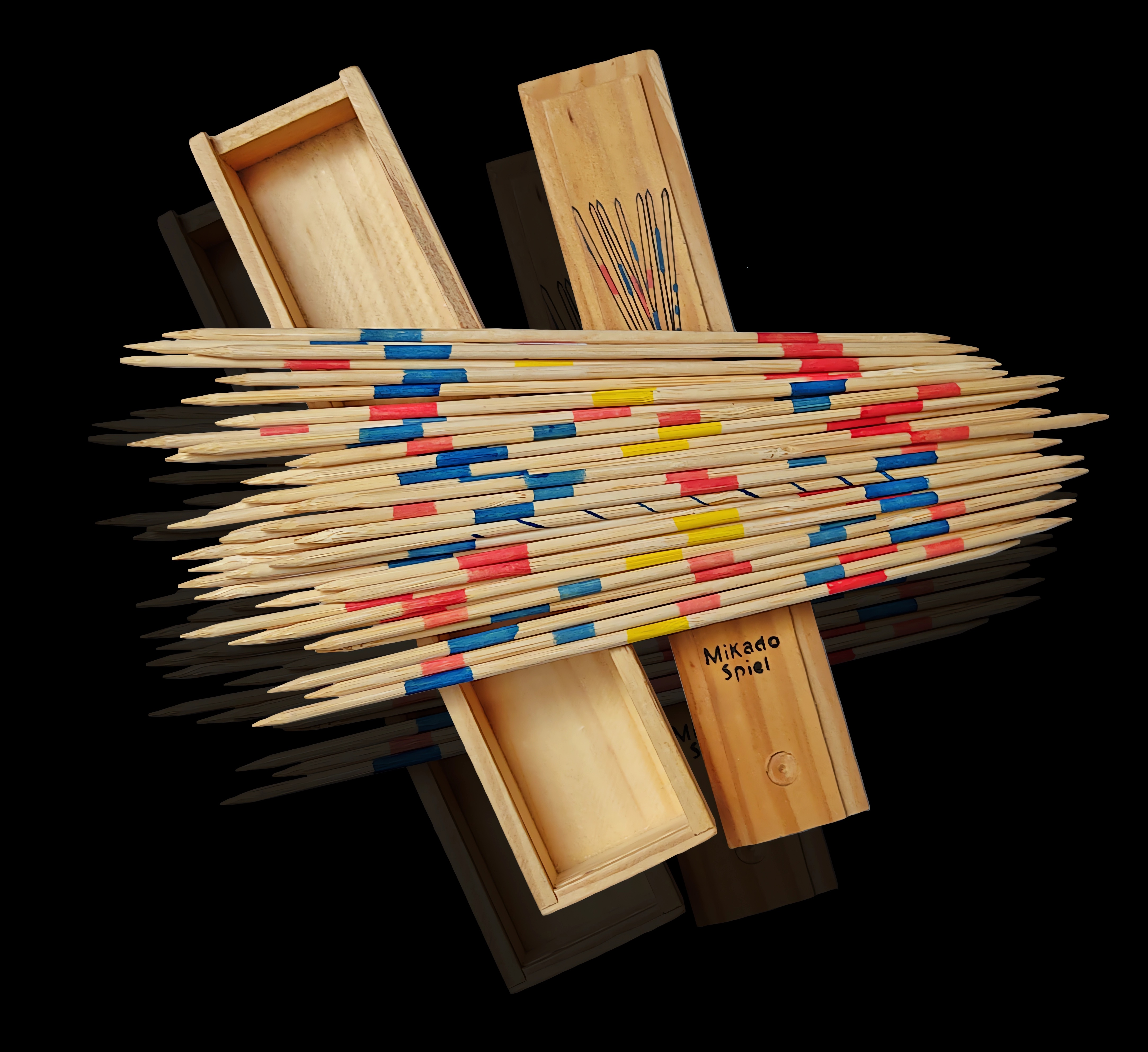
Juego de Mikado con estuche

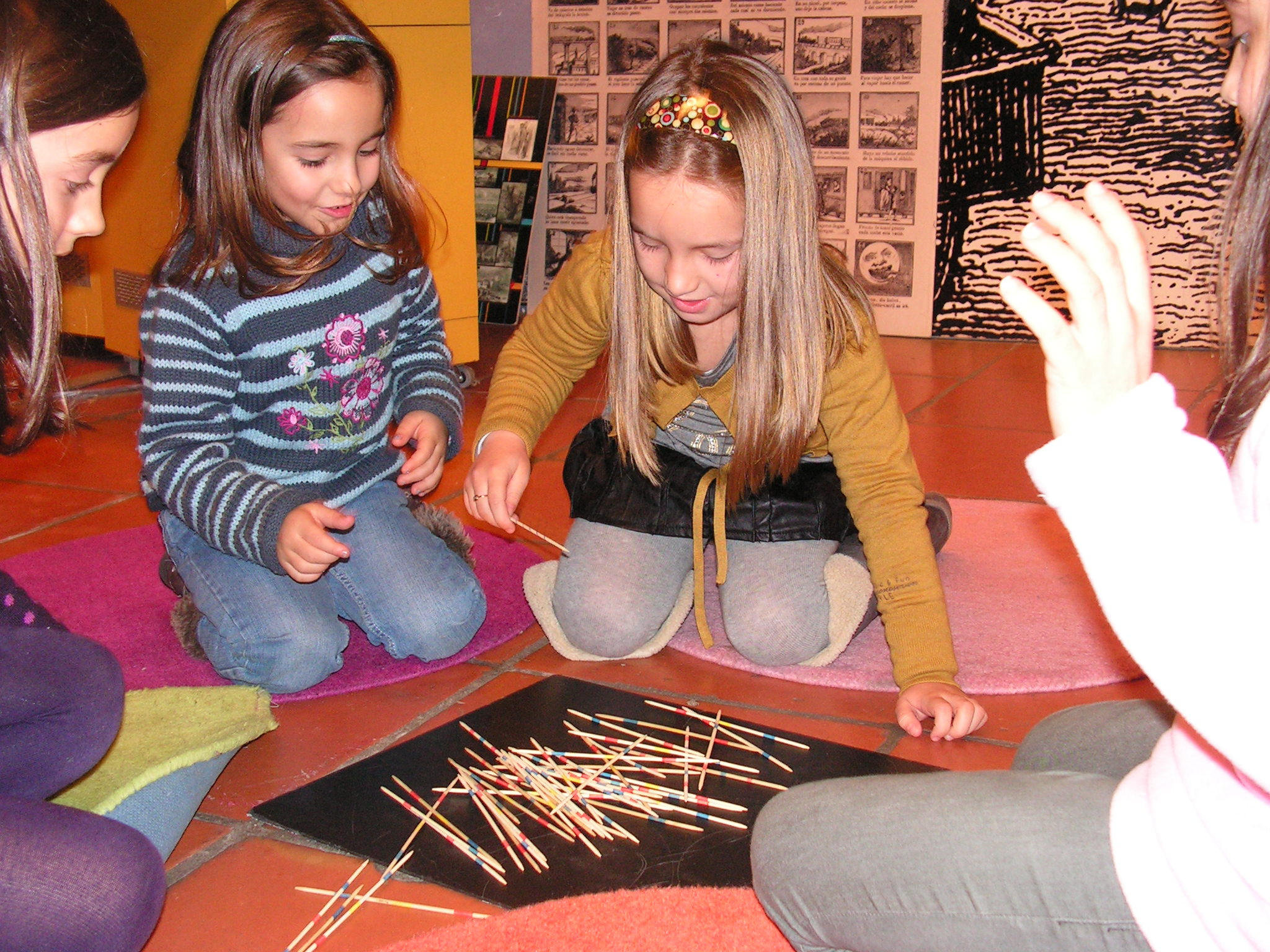
Jugando al Mikado.

Los palitos chinos, conocidos también como Mikado o palillos, son los elementos usados en un juego de destreza que se basa en la habilidad de controlar el movimiento de la mano y la coordinación entre mano y ojo; por lo tanto, ayuda al desarrollo de la motricidad.
Se juega con un conjunto de varillas con bandas pintadas de diversos colores; dígase un haz de varas. Estas son de aproximadamente 20 centímetros de largo y de un grosor de aproximadamente 5 milímetros de diámetro, cada una de las varas. Hoy en día las varillas son de plástico o madera, aunque originalmente eran de madera o marfil, en su construcción más noble.
Los palillos son de colores comunes: rojo, verde, amarillo y azul, y de todos los palillos, solo uno de ellos es de color negro, o en algunos casos blanco. El palito negro (o blanco) es único e importante en el juego. Los otros palillos de colores son de cantidades variadas, y tienen valores de puntuación distintos según su color, siendo el de más valor el palillo único.

## Historia
Parece que una descripción del juego de Mikado aparece en escritos budistas del siglo V a. C.[cita requerida] Se trata ciertamente de un juego ancestral, y su sencillez permitió su expansión en diversas civilizaciones, con múltiples variantes.

## Precauciones
Paulatinamente se ha reemplazado la madera, material duro y quebradizo, por un material plástico que pueda doblarse, así como también se han cambiado los cabos puntiagudos por puntas redondeadas; todo esto con el propósito de hacer el juguete más seguro, y así eliminar el peligro de punzado. No obstante, los palillos de madera puntiagudos continúan en el mercado.

## Juego

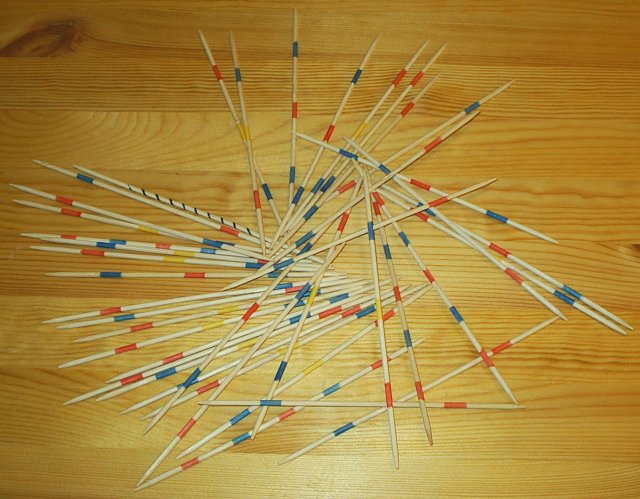
Palillos usados en el juego.

El juego es para dos a seis jugadores. Gana quien acumule o tenga más puntos, o quien llegue a cierta cantidad de puntos determinados.
El juego se inicia con un jugador tomando el haz de varas en su mano o manos, y permitiendo que las puntas toquen la superficie, dura, horizontal, lisa y plana donde se va a jugar. Enseguida, se suelta el conjunto de palillos y se deja que caigan al azar. Después de que todo movimiento haya acabado, lo siguiente es recolectar pieza por pieza así, todas las posibles, esto sin permitir movimiento alguno de otro u otros de los palillos que no sea el intencionado a ser recogido; un solo intento por cada jugador.
Solo se permite el movimiento del palillo que va a ser recogido; si otro u otros de los palillos son movidos, intencionalmente o no, por algún otro palillo, o por la mano del jugador, o si se detectase algún movimiento inadvertido sobre los palillos por parte del jugador, su turno acabará y el siguiente participante intentará recoger palillos.
En una variación del juego, se puede utilizar el palillo negro (o blanco) como una herramienta auxiliar para rescatar otros palillos.

## Colores
En algunas versiones del juego cada bastoncillo tiene un valor asociado, que se sabe por el código de colores que lleva.
| Nombre                             | Código de colores                           | Valor | Cantidad |
| ---------------------------------- | ------------------------------------------- | ----- | -------- |
| Mikado                             | línea azul en espiral (o bastoncillo negro) | 20    | 1        |
| Mandarín                           | azul-rojo-azul                              | 10    | 5        |
| Bonzen (jap. bōzu->Bonze)          | rojo-azul-rojo-azul-rojo                    | 5     | 5        |
| Samurái                            | rojo-amarillo-azul                          | 3     | 15       |
| Kuli (chin. guli por "trabajador") | rojo-azul                                   | 2     | 15       |